# Hyōten
氷点 (Hyōten) (Punt de congelació) es una pel·lícula japonesa del 1966 dirigida per Satsuo Yamamoto basada en una novel·la d'Ayako Miura.

## Sinopsi
El doctor Keizo Tsujiguchi creu que la seva dona Natsue tenia una relació extraconjugal quan el seu fill va ser segrestat i assassinat. Creu que per la seva aventura extraconjugal no va poder vetllar adequadament pel seu fill i la culpa de la mort de la seva filla. Per venjar-se de la seva dona, després adopta la germana petita de l'assassí sense dir-li la veritat a la seva dona o al seu fill recentment adoptat.

## Repartiment
- Ayako Wakao 	... 	Natsue
- Michiyo Yasuda 	... 	Yoko
- Eiji Funakoshi... 	Keizo
- Kei Yamamoto 	... 	Toru
- Masahiko Tsugawa 	... 	Kitahara
- Mitsuko Mori 	... 	Tatsuko
- Mikio Narita 	... 	Murai

## Recepció
Fou projectada com a part de la selecció oficial del Festival Internacional de Cinema de Sant Sebastià 1966, però no va obtenir cap premi i no fou ben acollida per la crítica, que la va considerar "fulletinesca i retorçada".